# Тім Пауерс
Тімоті Томас «Тім» Пауерс (англ. Timothy Thomas «Tim» Powers; нар. 29 лютого 1952, Баффало, штат Нью-Йорк, США) — американський письменник-фантаст, працює в жанрах наукової фантастики та фентезі.

## Біографія

### Життя
Тім Пауерс є старшою дитиною багатодітної сім'ї ірландських католиків. Його батько працював адвокатом, однак втратив посаду, і у 1959 році сім'я переїхала до Каліфорнії. Нове середовище вплинуло на Тіма Пауерса і досі — багато з його робіт описують місце, де він живе, і він дуже неохоче та холодно згадує старе місце проживання. В одинадцятирічному віці Пауерс серйозно захопився романом «Червона планета» Роберта Гайнлайна, що посприяло тому, що він почав захоплюватися фантастикою. У тринадцять років він спробував сам писати оповідання, які були відхилені різними видавництвами. У Фуллертоні Пауерс вчився у коледжі, згодом, у 1970 році, вступив до Університету штату Каліфорнія, де спеціалізувався на англійській літературі та отримав ступінь бакалавра у 1976 році. Під час навчання він вперше відкрив для себе Фолкнера, Джойса, Міллера і Данте, а також познайомився з Джеймсом Блейлоком (англ. James Blaylock) та К. В. Джетером. Завдяки спільним поетичним зусиллям Тіма Пауерса та Джеймса Блейлока почали виходити книги, які автори видавали під псевдонімом Вільям Ешблесс. Ще одною людиною, яка мала великий вплив на творчість Пауерса, був його сусід і відомий письменник Філіп Дік, з яким його пов'язувала дружба до самої смерті останнього. Успіх почав приходити до Тіма Пауерса у 1979 році, після видання його третьої книги — «Чорним по чорному» (англ. The Drawing of the Dark). Роман, написаний у жанрі історичної фентезі,  номінувався на премію Локус.
У 1980 році Пауерс одружився з Сереною Бетсфорд.  Нині подружжя живе у містечку Сан-Бернардіно, в Південній Каліфорнії.

### Творчість
Першим великим твором Пауерса став роман «Чорним по чорному», проте широку популярність письменникові приніс роман «Врата Анубіса», який у 1984 році удостоївся премії Філіпа Киндреда Діка і був виданий багатьма мовами.
У 1987 році вийшов у світ роман Пауерса «На дивних хвилях» (точнішу назву — «У невідомих хвилях»), який надихнув Рона Гілберта на створення пригодницької комп'ютерної гри «Таємниця Мавпячого острова», а пізніше став основою для кіносценарію четвертого фільму з серії «Пірати Карибського моря».

## Премії та нагороди
- 1984, Премія Філіпа Кіндреда Діка у номінації «Найкраща НФ книга в США» за роман «Брама Анубіса[en]»
- 1985, Премія Філіпа Кіндреда Діка у номінації «Найкраща НФ книга в США» за роман «Вечеря у Палаці збочень»
- 1990, Міфопоетична премія в номінації «Міфопоетична премія фентезі» за роман «The Stress of Her Regard»
- 1993, премія Локус в номінації «Роман фентезі» за роман «Last Call»
- 1993, Всесвітня премія фентезі в номінації «Роман» за роман «Last Call»
- 1996, премія Локус в номінації «Роман жахів / Темне фентезі» за роман «Expiration Date»
- 1998, премія Локус «Роман фентезі» за роман «Earthquake Weather»
- 2001, International Horror Guild Awards в номінації «Роман» за роман «Declare» (2000)
- 2001, Всесвітня премія фентезі в номінації «Роман» за роман «Declare»

### Fault Lines
- Last Call, 1992
- Expiration Date, 1995
- Earthquake Weather, 1997

### Окремі романи
- The Skies Discrowned, auch: Forsake the Sky, 1976
- Epitaph in Rust, auch: An Epitaph in Rust, 1976
- The Drawing of the Dark, 1979
- The Anubis Gates, 1983
- Dinner at Deviant's Palace, 1984
- On Stranger Tides, 1987
- The Stress of Her Regard, 1989
- Declare, 2000
- Three Days to Never, 2006

### Збірки коротких оповідань
- Night Moves and Other Stories, 2000

- Two Men in New Suits, von James P. Blaylock, 2000
- Night Moves, 1986
- The Better Boy, mit James P. Blaylock, 1991
- We Traverse Afar, mit James P. Blaylock, 1993
- Itinerary, 1999
- The Way Down the Hill, 1982
- Where They Are Hid, 1995 (Wo sie lauern)

- The Devils in the Details, mit James P. Blaylock, 2003

- Through and Through, 2000
- The Devil in the Details, von James P. Blaylock, 2000
- Fifty Cents, mit James P. Blaylock, 2000

- Strange Itineraries, 2004
- The Bible Repairman and Other Stories, 2011

### Інші короткі оповідання
- The Bible Repairman, 2005
- A Soul in a Bottle, 2006